# 梨谷川
梨谷川（なしだんがわ）は、富山県南砺市五箇山地域を流れる河川の一つで、庄川の支流である。流域は旧平村の北部一帯に位置する。

## 概要

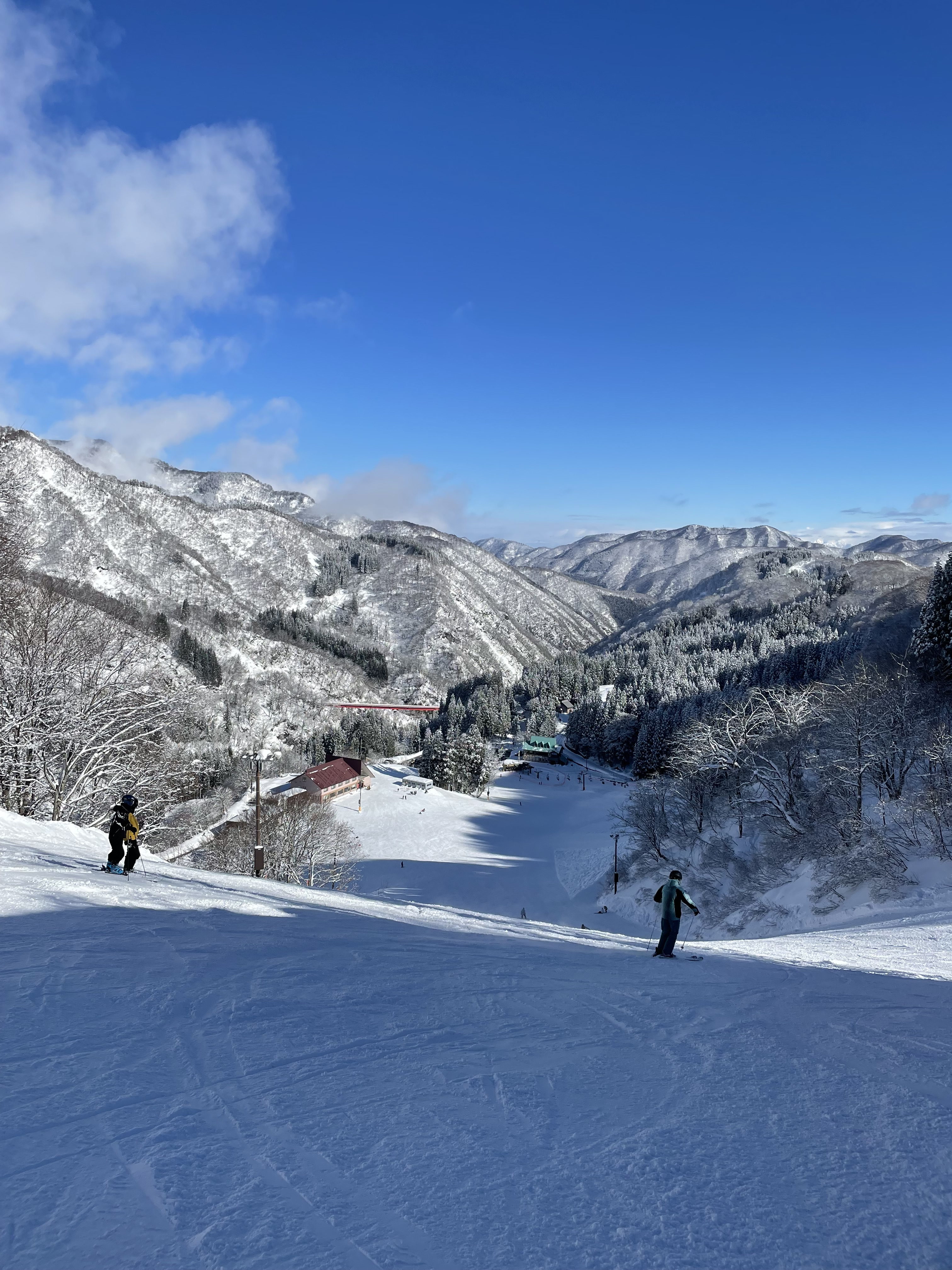
たいらスキー場からの風景。梨谷川の谷筋、梨谷大橋が見える。

梨谷川は水田も見られるなだらかな道谷高原を源流とし、上流部分は五箇山内の河川としてはゆるやかな流れとなっている。宮谷、鍋床谷、道谷高原、美ヶ谷といった源流は道谷のあたりで合流し、現在たいらスキー場のある梨谷集落の北側を東流する。古くは梨谷川沿いに進んだ後山道を抜けるルートが主流であったが、現在は梨谷大橋で梨谷川を越え、五箇山トンネルを直進して平野部に至る国道304号を用いるのが主要幹線路となっている
梨谷大橋より東、梨谷川の中流域は深く狭い上、落差の大きい渓谷が続く箇所となっている。なお、梨谷川と庄川の合流地点から梨谷大橋まで、梨谷川の南側に林道があり、さらにこの林道から川をわたって北川の谷倉谷に進む道もある。
下流部分に近づくと次第に川筋も単調になっていくが、古くから名勝として知られる千畳岩までは険しい流れが続く。千畳岩は川幅いっぱいに広がる巨岩で、河床付近に分布する花崗岩とは異なる流紋岩であることから、上流部から転がり落ちてきた岩と考えられている。千畳岩より下流は広い河原となっており、大渡橋付近で庄川に合流する。梨谷川が合流するあたりの庄川は祖山ダムの存在によって大きな湖のようになっており、庄川の増水期には梨谷川下流部まで湖が広がる。
梨谷集落には、きいじゃ（木地屋）という家に剛力の男がおり、梨谷川で大蛇を退治した話や、その鱗を宮に収めた話などが伝説として語られている。これに関連して、梨谷川には、先カンブリア時代に形成されたとされる飛騨変成岩をはじめ、石灰岩がしばしばみられる。石灰岩は穴ができやすいため、「穴がヘビの住家となるので大型のヘビもときには見かける」と言われており、これが梨谷川の大蛇伝説を生んだとの説がある。

## 主な支流
- 宮谷
- 鍋床谷
- 美ヶ谷